# Eremobates cinerascens
Eremobates cinerascens är en spindeldjursart som först beskrevs av Carl Ludwig Koch 1842.  Eremobates cinerascens ingår i släktet Eremobates och familjen Eremobatidae. Inga underarter finns listade i Catalogue of Life.